# Diócesis de Dinajpur
La diócesis de Dinajpur (en latín: Dioecesis Dinaipuren(sis), en inglés: Roman Catholic Diocese of Dinajpur y en bengalí: দিনাজপুর ধর্মপ্রদেশ) es una circunscripción eclesiástica latina de la Iglesia católica en Bangladés, sufragánea de la arquidiócesis de Daca. La diócesis tiene al obispo Sebastian Tudu como su ordinario desde el 29 de octubre de 2011. 

## Territorio y organización
La diócesis tiene 16 330 km² y extiende su jurisdicción sobre los fieles católicos de rito latino residentes en la división de Rangpur.
La sede de la diócesis se encuentra en la ciudad de Dinajpur, en donde se halla la Catedral de San Francisco Javier.
En 2019 en la diócesis existían 17 parroquias.

## Historia
La diócesis fue erigida el 25 de mayo de 1927 con el breve Supremi Apostolatus del papa Pío XI separando territorio de la diócesis de Krishnagar.
El 17 de enero de 1952 cedió las porciones de territorio que tenía en la India para la erección de la prefectura apostólica de Malda (hoy diócesis de Dumka) mediante la bula Tam opportunum del papa Pío XII, y la diócesis de Jalpaiguri mediante la bula Nullam sibi del mismo papa.
El 21 de mayo de 1990 cedió otra porción de territorio para la erección de la diócesis de Rajshahi mediante la bula Quo aptius del papa Juan Pablo II.
En la diócesis se han producido episodios violentos de intolerancia contra la minoría católica.

## Estadísticas
De acuerdo al Anuario Pontificio 2020 la diócesis tenía a fines de 2019 un total de 62 082 fieles bautizados.
| Año                                                                             | Población            | Población  | Población      | Sacerdotes | Sacerdotes    | Sacerdotes    | Bautizados por sacerdote | Diáconos permanentes | Religiosos | Religiosos | Parroquias |
| Año                                                                             | Bautizados católicos | Total      | % de católicos | Total      | Clero secular | Clero regular | Bautizados por sacerdote | Diáconos permanentes | Varones    | Mujeres    | Parroquias |
| ------------------------------------------------------------------------------- | -------------------- | ---------- | -------------- | ---------- | ------------- | ------------- | ------------------------ | -------------------- | ---------- | ---------- | ---------- |
| 1950                                                                            | 35 510               | 9 776 134  | 0.4            | 41         | 8             | 33            | 866                      |                      | 4          | 24         | 17         |
| 1970                                                                            | 24 537               | 15 800 000 | 0.2            | 28         | 1             | 27            | 876                      |                      | 32         | 60         | 15         |
| 1980                                                                            | 38 112               | 19 843 382 | 0.2            | 36         | 6             | 30            | 1058                     |                      | 38         | 99         |            |
| 1990                                                                            | 48 000               | 23 700 000 | 0.2            | 53         | 21            | 32            | 905                      |                      | 35         | 152        |            |
| 1999                                                                            | 38 924               | 15 152 000 | 0.3            | 38         | 21            | 17            | 1024                     |                      | 21         | 109        | 13         |
| 2000                                                                            | 39 374               | 15 157 600 | 0.3            | 38         | 23            | 15            | 1036                     |                      | 19         | 108        | 13         |
| 2001                                                                            | 39 695               | 15 162 932 | 0.3            | 41         | 25            | 16            | 968                      |                      | 26         | 118        | 13         |
| 2002                                                                            | 40 138               | 15 165 303 | 0.3            | 43         | 23            | 20            | 933                      |                      | 30         | 124        | 13         |
| 2003                                                                            | 39 520               | 15 175 000 | 0.3            | 47         | 23            | 24            | 840                      |                      | 38         | 135        | 13         |
| 2004                                                                            | 39 818               | 15 182 604 | 0.3            | 40         | 21            | 19            | 995                      |                      | 32         | 138        | 13         |
| 2006                                                                            | 41 867               | 15 196 607 | 0.3            | 41         | 25            | 16            | 1021                     |                      | 33         | 142        | 22         |
| 2013                                                                            | 54 082               | 16 827 061 | 0.3            | 59         | 32            | 27            | 916                      |                      | 44         | 231        | 16         |
| 2016                                                                            | 58 647               | 17 784 960 | 0.3            | 53         | 30            | 23            | 1106                     |                      | 42         | 150        | 16         |
| 2019                                                                            | 62 082               | 18 448 215 | 0.3            | 50         | 32            | 18            | 1241                     |                      | 36         | 171        | 17         |
| Fuente: Catholic-Hierarchy, que a su vez toma los datos del Anuario Pontificio. |                      |            |                |            |               |               |                          |                      |            |            |            |

## Episcopologio
- Santino Taveggia, P.I.M.E. † (18 de junio de 1927-2 de junio de 1928 falleció)
- Giovanni Battista Anselmo, P.I.M.E. † (7 de febrero de 1929-16 de octubre de 1947 renunció[7])
- Joseph Obert, P.I.M.E. † (9 de diciembre de 1948-5 de septiembre de 1968 retirado[8])
- Michael Rozario † (5 de septiembre de 1968-17 de diciembre de 1977 nombrado arzobispo de Daca)
- Theotonius Gomes, C.S.C. (19 de diciembre de 1978-23 de febrero de 1996 nombrado obispo auxiliar de Daca[9])
- Moses Costa, C.S.C. † (5 de julio de 1996-6 de abril de 2011 nombrado obispo de Chittagong)
- Sebastian Tudu, desde el 29 de octubre de 2011